# Vorgründungsgesellschaft
Die Vorgründungsgesellschaft ist das erste Gründungsstadium im Gründungsprozess einer Gesellschaft, genauer gesagt vor Abschluss des Gesellschaftsvertrages.
Hierbei handelt es sich regelmäßig um eine Gesellschaft bürgerlichen Rechts (GbR), deren Zweck allein auf die Gründung einer Gesellschaft gerichtet ist. Sie endet daher mit Abschluss des notariell beglaubigten Gesellschaftsvertrags gem. § 2 GmbHG bzw. Feststellung der Satzung gem. § 23 AktG (Zweckerreichung der GbR i. S. d. § 729 Abs. 2 BGB).
Besteht ausnahmsweise bereits zu diesem Zeitpunkt der Gesellschaftszweck in dem Betrieb eines Handelsgewerbes, so liegt keine GbR, sondern eine Offene Handelsgesellschaft (OHG) i. S. d. § 105 HGB vor. Demnach haften die Gesellschafter der Vorgründungsgesellschaft uneingeschränkt mit ihrem Privatvermögen für die Verbindlichkeiten.
Die Vorgründungsgesellschaft ist strikt von der Vorgesellschaft zu trennen. Rechte und Verbindlichkeiten müssen, wenn sie in die Vorgesellschaft und später in die zu gründende Gesellschaft übergehen sollen, durch besonderes Rechtsgeschäft auf die Vorgesellschaft übertragen werden.

## Haftung der Handelnden
Alle Beteiligten haften persönlich, soweit der Handelnde Vertretungsmacht hatte, sonst haftet dieser nach § 179 BGB als Vertreter ohne Vertretungsmacht (BGHZ 91, 148, 151).